# Datering av uttåget ur Egypten

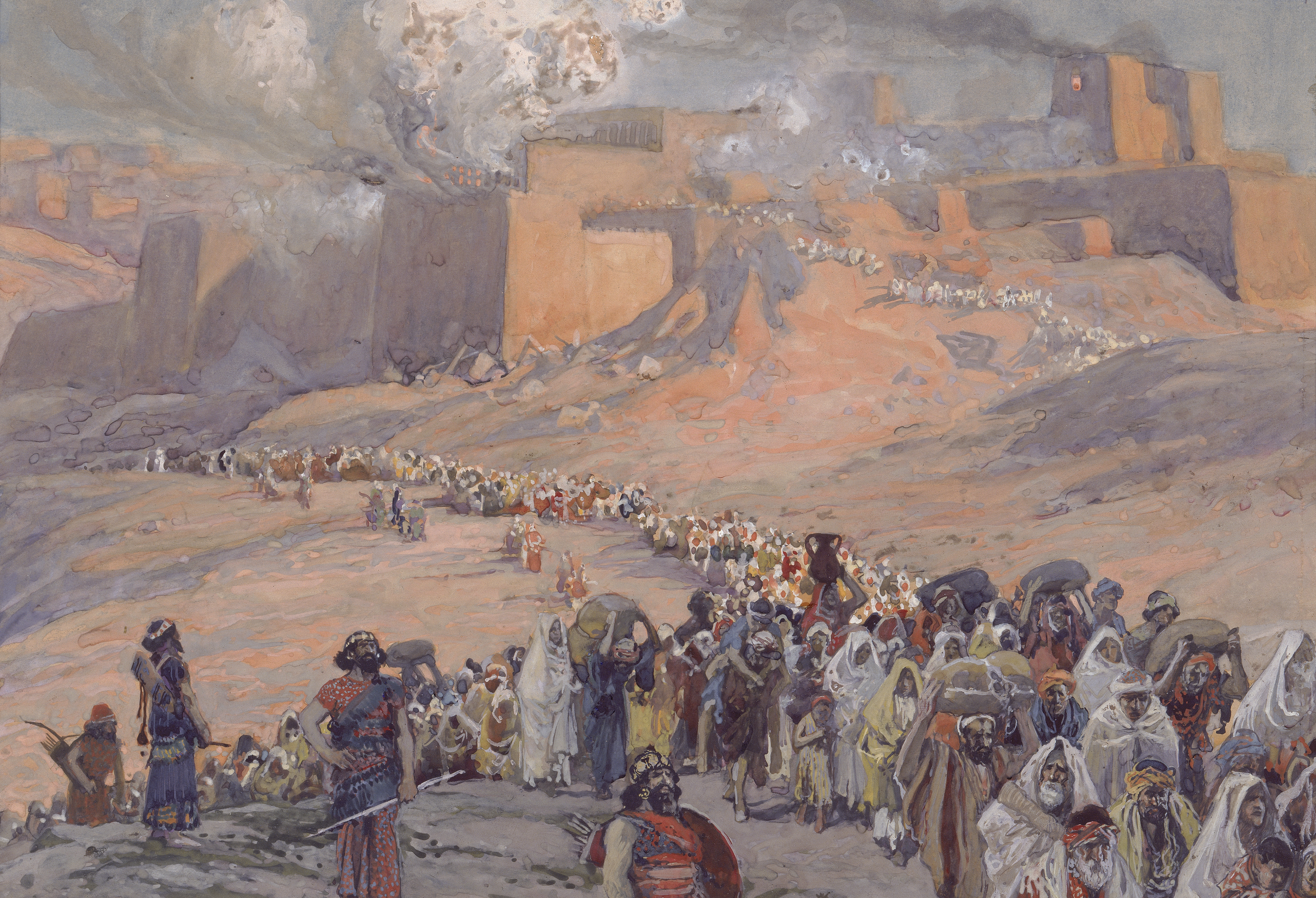
Målning av israeliternas uttåg av James Tissot, utställd på Judiska museet i New York.

Datering av uttåget ur Egypten, det vill säga när israeliterna lämnar fångenskapen i det forntida Egypten, på latin Exodus, är i brist på arkeologiska fynd ett omdiskuterat ämne. De dateringsteorier som finns baseras till betydande del på skriftliga källor som Bibeln och Koranen. Det finns motsättningar mellan de olika källorna, och ingen enighet råder om när uttåget ägde rum.

## Bakgrund

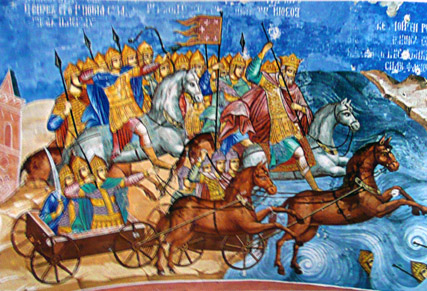
Målning av korsandet av Röda havet under Exodus.

Den bibliska historien om uttåget ur Egypten föregås av att Mose efter sin födsel adopteras av kungen i Egypten, och att israeliterna är förslavade. När Mose är 40 år lämnar han Egypten för att leva i exil i Midjan där han efter ytterligare 40 år får instruktioner av gud att återvända till Egypten och befria israeliterna. Mose lyckas befria israeliterna och lämnar tillsammans med dem Egypten under spektakulära former där Röda havet delas för dess passage, men stängs och dränker de förföljande egyptierna. Stor del av denna historia är beskriven i Andra Moseboken.

## Dateringsteorier
Bibeln är en viktig källa till olika teorier om tidpunkten för Exodus, men även koranen beskriver detaljerat händelserna i Moses liv. Det finns även andra dokument såsom Ipuwer-papyrusen som innehåller information som kan kopplas till uttåget. I den Egyptiska historien finns det få tydliga kopplingar till den bibliska berättelsen.

### Datering baserat på Första Kungaboken
Basen för att datera uttåget från Egypten baserat på Första Kungaboken är versen:
Under det fyrahundraåttionde året efter israeliternas uttåg ur Egypten, det fjärde året av Salomos regering i Israel, i månaden siv, som är den andra månaden, började Salomo bygga Herrens hus.
Första Kungaboken 6:1, Bibel 2000
"Herrens hus" syftar på Jerusalems tempel som kung Salomo uppförde. Komplicerande i sammanhanget är att i den grekiska bibeln Septuaginta är tidsangivelsen i samma vers inte 480 år som i den hebreiska bibeln, utan 440 år. Det är fastställt med stor sannolikhet att kung Salomo regerade sina 40 år från 971/970 f.Kr. till sin död 931/930 f.Kr. Fjärde regeringsåret för Salomo innebär då att uppförandet av Jerusalems tempel skulle ha påbörjats inom 968–966 f.Kr.
Avräknat 480 år från temples beräknade byggstart enligt den hebreiska bibeln daterar uttåget ur Egypten till tidspannet 1448 till 1446 f.Kr., vilket är det rent bibliska dateringen. Med Septuagintas angivna 440 år ger samma matematik tidsintervallet för Exodus år 1408 till 1406 f.Kr.
Tidsangivelsen i Första Kungaboken var för att datera templet efter uttåget, och inte tvärt om. 480 år är tolv 40-årsperioder, och 40 år är en viktig tidslängd i Bibeln, och det är många händelser som varade i just 40 år. Även de 440 åren från grekiska Septuaginta är en multipel på 40 år. Sannolikt är tidsangivelsen 480 alt. 440 år i Första Kungaboken i alla fall delvis symbolisk vilket i så fall gör uppgiften mindre lämplig för datering av uttåget.

### Datering baserad på Andra Moseboken

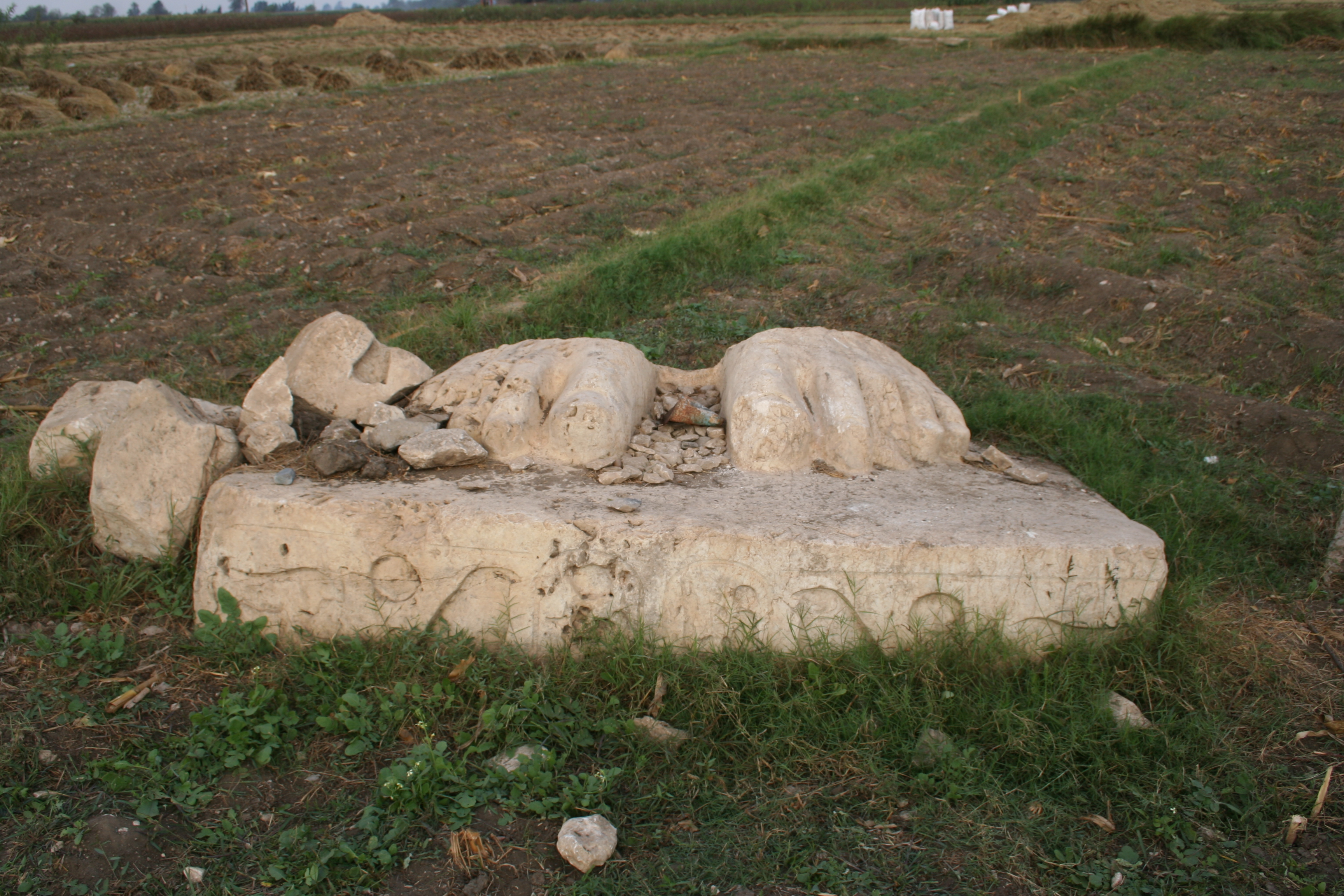
Fötterna efter en staty av Ramses II vid utgrävningen av Pi-Ramses.

Den farao som regerade vid tiden för Moses födelse lät enligt Andra Moseboken, innan Mose föds, uppföra en stad med namnet Ramses.
Därför satte man fogdar över dem för att kuva dem med hårt arbete. Och de byggde städerna Pitom och Ramses, där farao hade sina förråd.
Andra Moseboken 1:11, Bibel 2000
Under inledningen av Egyptens nittonde dynasti uppfördes den nya huvudstad Pi-Ramses som låg där vägen till Palestina började. Staden Pithom är idag inte säkert lokaliserad. Egyptologen Alan Gardiner gjorde 1918 en textstudie och kom fram till att det inte har existerat någon annan stad med namn liknande Ramses före Pi-Ramses. Pi-Ramesse är daterad från ca 1290 f.Kr. Ramses II tillskrivs ofta som staden uppförare även om byggnationen sannolikt påbörjades av någon av hans närmaste föregångare som Ramses I eller Seti I Om staden "Ramses" som nämns i Andra Moseboken är nittonde dynastins huvudstad Pi-Ramses, vilket är sannolikt, betyder det att Mose föddes efter det ungefärliga årtalet 1290 f.Kr. och någon gång under det pågående uppförandet av Pi-Ramses som eventuellt pågick hela tiden fram till Ramses II:s död 1213 f.Kr. I Andra Moseboken (2 Mos 7:7, Bibel 2000) står det att Mose var ungefär 80 år vid tiden för uttåget. Sammantaget ger detta att Exodus inträffar någon gång efter 1210 f.Kr. men innan 1133 f.Kr.
Vid beskrivningen om passagen över Röda havet vid israeliternas flykt (2 Mos 14:28, Bibel 2000) berättas att hela faraos här drunknade och ingen överlevde. Andra Moseboken bekräftar också (2 Mos 2:15-23, Bibel 2000) att det var (minst ett) regemntskifte i Egypten efter att Mose lämnat Egypten och uttåget. Av de faraoner som regerat efter 1210 f.Kr. och avlidit innan 1133 f.Kr. är det bara mumien till kung Amenmesse (död 1200/1199 f.Kr.) som har aldrig blivit funnen. Om kung Amenmesse var den Egyptiska farao som dränktes vid Exodus inträffade således uttåget vid Amenmesses död 1200/1199 f.Kr. Med Moses livstid på ungefär 80 år ger det födelseåret ungefär 1281 f.Kr. till 1279 f.Kr. vilket är ungefär i regimskiftet mellan Seti I och Ramses II och även överensstämmer bra med uppförandet av Pi-Ramesse.

### Datering baserad på Domarboken
En metod för att beräkna tiden mellan Exodus och Salomos tillträde är med hjälp av de regeringstider som nämns i Domarboken för de regerande "domarna" under tiden efter uttåget. Summan av de regeringstider som nämns i Domarboken är 410 år. Till denna tid ska man sedan summera tiden från Exodus till Josuas död, och även tiden efter Simson fram till Salomo. Här finns det dock så stora osäkerheter med en summering av dessa tider att resultatet inte blir relevant för tidsbestämning. Ibland kan domarna haft överlappande regeringstider, och ibland inte följt direkt efter varandra. Detta i kombination med att vissa regeringstider saknas gör att metoden inte ger någon relevant tidsbestämning.

### Datering baserad på Egyptens tio plågor

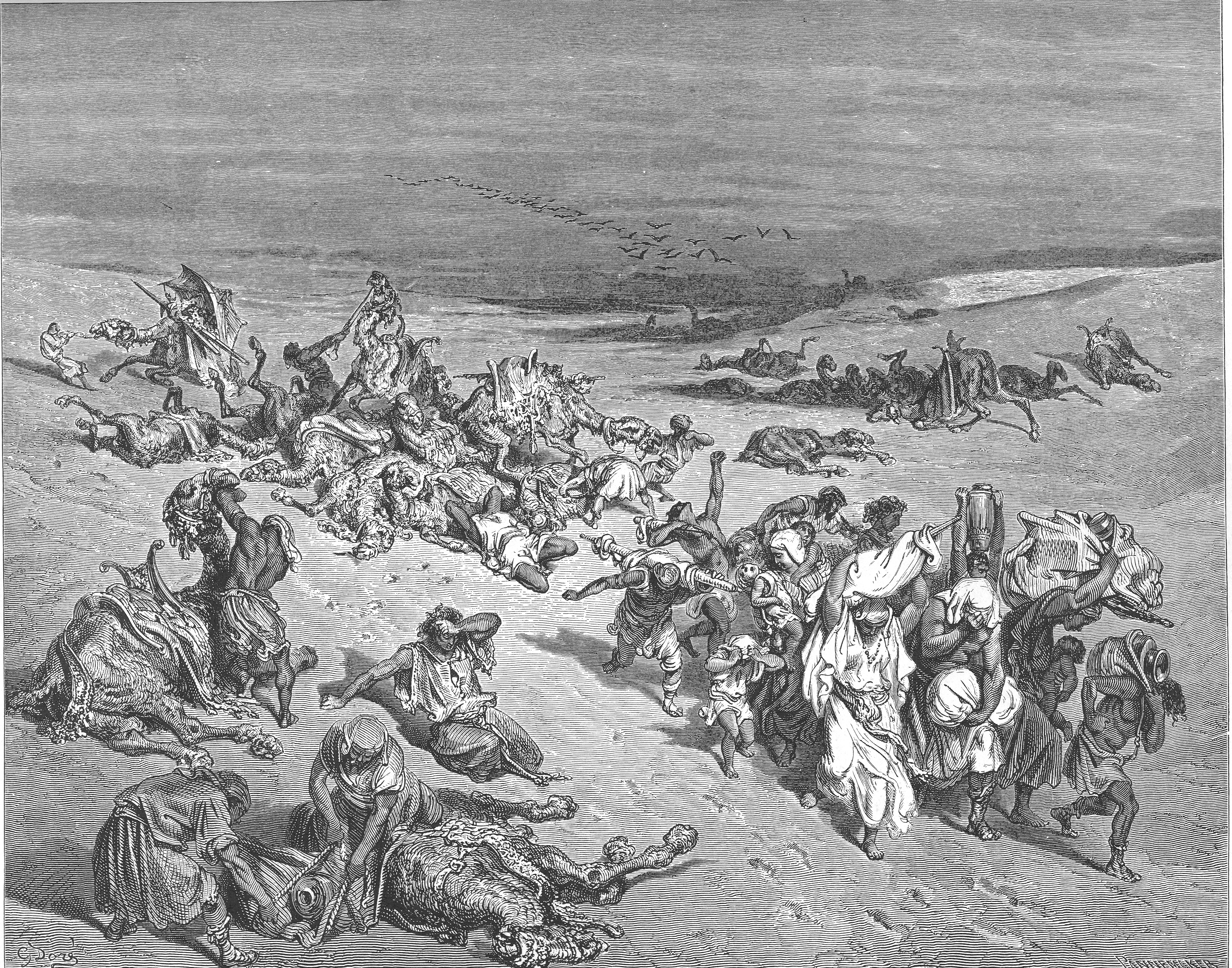
Den femte plågan: Egyptiernas boskap dog i boskapspest, Andra Moseboken 9:4

Egyptens tio plågor var en rad naturkatastrofer som enligt Andra Moseboken drabbade Egypten inför Israeliternas uttåg. Fenomen som i många avseenden liknar Egyptens tio plågor finns beskrivna i det historiska dokumentet Ipuwer-papyrusen. Ipuwer-papyrusen, som är en kopia, är daterad till ca 1250 f.Kr. Det är okänt vilken tid originalet skrevs, men namnet Ipuwer var förekommande kring 1850–1450 f.Kr. Ipuwer-papyrusen ger ingen direkt datering av Exodus, mer än att den tillför informationen att något som är snarlikt det i som beskrivs i Andra Moseboken fanns nertecknat år 1250 f.Kr., och eventuellt även mycket tidigare. En tänkbar orsak och förklaring till Egyptens tio plågor är att de är följder av Vulkanutbrottet på Santorini daterat 1627–1600 f.Kr. Även Ahmoses stormstele, som är daterad till farao Ahmoses regeringstid (ca 1550–1525 f.Kr.) beskriver extrema väderfenomen som tros kunna vara en följd av vulkanutbrottet på Santorini.

### Datering baserat på Berlin-stenen
På Ägyptisches Museum und Papyrussammlung i Berlin finns Berlin Statue Pedestal Relief (objekt nr. 21687) som (liksom den yngre Merneptahstelen) eventuellt nämner namnet Israel. Stenen är inte exakt daterad, men härrör sannolikt från Ramses II eller tidigare. Om det är staten Israel som nämns på stenen så stödjer det teorin att uttåget skedde innan Ramses II:s regeringstid.

## Resonemang och hypoteser
Den klassiska bibeldateringen som placerar tiden för uttåget på 1440-talet f.Kr. baserat på uppgifterna i Första Kungaboken 1:6 om att det är 480 år mellan uttåget och uppförandet Jerusalems tempel står i tidsmässig konflikt med referensen i Andra Moseboken 1:11 till staden Ramses som i stället pekar på att tiden för uttåget var runt sekelskiftet 1200 f.Kr. Att den grekiska bibeln avviker från den hebreiska med 40 år i kombination med att båda årtalen har karaktär av att vara symboliska försvagar teorin som baseras på Första Kungaboken 1:6. Den sannolika samstämmigheten mellan staden Ramses som nämns i Andra Moseboken 1:11 och den historiska staden Pi-Ramses stärker uppgifterna i Andra Moseboken.
Kopplingarna mellan vulkanutbrottet på Santorini (Thera) (ca 1627–1600 f.Kr.) och Egyptens tio plågor daterar uttåget till slutet av 1600-talet f.Kr. Både dateringen av vulkanutbrottet och kopplingen mellan detta och uttåget (om det alls var en historisk händelse) är dock omdiskuterat.